# Rudi Marguerettaz
Rudi Franco Marguerettaz (pron. fr. AFI: [maʁɡəʁeta]) (Aosta, 14 marzo 1957) è un politico italiano.

## Biografia
Segretario della Stella Alpina, nel 2013 viene eletto deputato per la lista Vallée d'Aoste, composta da Union Valdôtaine, Stella Alpina e Fédération Autonomiste.
Dal 19 marzo 2013 al 1º aprile 2015, fa parte del gruppo parlamentare denominato "Lega Nord e Autonomie" di cui è vicecapogruppo alla Camera dei Deputati nella XVII legislatura.. Lascia in seguito al gruppo per aderire alla componente "Minoranze linguistiche" del gruppo misto in seguito all'alleanza stipulata dalla Stella Alpina con il Partito Democratico.